# 1937 au Yukon
Chronologie du Yukon
- 1933
- 1934
- 1935
- 1936
- 1937
- 1938
- 1939
- 1940
- 1941

Cette page concerne des événements d'actualité qui se sont produits durant l'année 1937 dans le territoire canadien du Yukon.

## Politique
- Chef exécutif : George A. Jeckell
- Législature : 10e puis 11e

## Événements
- Le Mont Lucania a eu une première ascension à plus de 5, 226 mètres, la troisième plus haut de la montagne au Canada.
- 27 août : Quinzième élection générale yukonnaise (en).